# Белорусский алфавит
Белорусский алфавит (бел. беларускі алфавіт) — письменность для белорусского языка. В настоящее время базируется на кириллице. В прошлом также использовался латинский алфавит. Исторически для белорусских мусульман (в основном белорусско-литовских татар) был создан и белорусский арабский алфавит.

## Белорусская кириллица
Древнебелорусские тексты написаны преимущественно общеславянской кириллической графикой. Начало славянского книгопечатания на белорусско-литовских землях дало, наряду с многочисленными образцами применения стандартных полууставных шрифтов, несколько своеобразных местных стилей:
- шрифты Франциска Скорины;
- шрифт «Статута Литовского» — единственный пример славянского печатного шрифта на основе скорописи.

Современный белорусский кириллический алфавит был составлен в начале XX века, и имеет на сегодня 32 буквы. В 1920-е Язеп Лёсик выступал с инициативой введения букв «є», «ј», «и», «ӡ», «ǯ», а также замены «я», «ё», «е», «ю» сочетаниями «ја», «јо», «јє», «ју» в начале слов (при этом сохраняя «я», «ё», «е», «ю» после согласных), но предложение не было принято.
По сравнению с русским алфавитом не используются и, щ, ъ, но используются і, ў.
| А а | Б б | В в | Г г | Д д | (Дж дж) | (Дз дз) | Е е |
| Ё ё | Ж ж | З з | І і | Й й | К к     | Л л     | М м |
| Н н | О о | П п | Р р | С с | Т т     | У у     | Ў ў |
| Ф ф | Х х | Ц ц | Ч ч | Ш ш | Ы ы     | Ь ь     | Э э |
| Ю ю | Я я |     |     |     |         |         |     |

В белорусской кириллице аффрикаты Дж и Дз являются буквосочетаниями; иногда они считаются буквами и тогда букв 34.
В 2003 году в честь буквы ў («у краткое», «у неслоговое»; на белорусском «у нескладовае») в Полоцке был установлен памятник.
Не являющийся буквой знак апостроф (’) используется аналогично твёрдому знаку в русской письменности и разделительному мягкому между согласной (кроме буквы «л») и гласной буквой.
В «тарашкевице» допускается факультативное использование буквы ґ для обозначения взрывного звука [g] в некоторых белорусских и заимствованных словах.

## Белорусо-латинский алфавит
| A a   | B b | C c | Ć ć | Č č | D d   | Dz dz | Dź dź |
| Dž dž | E e | F f | G g | H h | Ch ch | I i   | J j   |
| K k   | L l | Ł ł | M m | N n | Ń ń   | O o   | P p   |
| R r   | S s | Ś ś | Š š | T t | U u   | Ŭ ŭ   | V v   |
| Y y   | Z z | Ź ź | Ž ž |     |       |       |       |

С XVII века иногда используется также письменность на латинской основе — «латинка», первоначально построенная по модели польской письменности. Существовало несколько вариантов этой письменности, последний вариант использует опыт чешского языка. В настоящее время «латинка» (как и «тарашкевица») имеет распространение среди белорусской диаспоры, особенно в США и Канаде, и в политической среде.
Следует отличать белорусскую латиницу (как орфографическую систему) от латинской транслитерации белорусской кириллицы и от различных систем белорусского транслита.
Современная белорусская латиница представляет собой традиционный латинский алфавит с добавлением букв č, š, ž, ć, ś, ź, ń, ŭ, ł.

## Белорусо-арабский алфавит
| Кириллица | Латинский | Арабский |
| А, а      | A, a      | َ         |
| Б, б      | B, b      | ب‎        |
| Ц, ц      | C, c      | ࢯ‎ ()     |
| ЦЬ, ць    | Ć, ć      | س‎        |
| Ч, ч      | Č, č      | چ‎        |
| Х, х      | CH, ch    | خ‎        |
| Д, д      | D, d      | د‎        |
| Дз, дз    | Dz, dz    | ࢮ‎ ()     |
| Дзь, дзь  | DŹ, dź    | ࢮ‎ ()     |
| Дж, дж    | DŽ, dž    | ج‎        |
| Э, э      | E, e      | َ         |
| Ф, ф      | F, f      | ف‎        |
| Ґ, ґ      | G, g      | غ‎        |
| Г, г      | H, h      | ه‎        |
| І, і      | I, i      | ِ         |
| Я, я      | Ia, ia    | َ         |
| Е, е      | Ie, ie    | َ         |
| Ё, ё      | Io, io    | ُ         |
| Ю, ю      | Iu, iu    | ُ         |
| Й, й      | J, j      | ى‎        |
| К, к      | K, k      | ق‎        |
| Кь, кь    | KJ, kj    | ك‎        |
| Ль, ль    | L, l      | ل‎        |
| Л, л      | Ł, ł      | ل‎        |
| М, м      | M, m      | م‎        |
| Н, н      | N, n      | ن‎        |
| Нь, нь    | Ń, ń      | ن‎        |
| О, о      | O, o      | ُ         |
| П, п      | P, p      | پ‎        |
| Р, р      | R, r      | ر‎        |
| С, с      | S, s      | ص‎        |
| Сь, сь    | Ś, ś      | ث‎        |
| Ш, ш      | Š, š      | ش‎        |
| Т, т      | T, t      | ط‎        |
| Ть, ть    | TJ, tj    | ت‎        |
| У, у      | U, u      | ُ         |
| Ў, ў      | Ŭ, ŭ      | و‎        |
| В, в      | V, v      | و‎        |
| Ы, ы      | Y, y      | ِ         |
| З, з      | Z, z      | ض‎        |
| Зь, зь    | Ź, ź      | ز‎        |
| Ж, ж      | Ž, ž      | ژ‎        |
| '         | -         | ع‎        |
| Ь, ь      | -         | -        |

Белорусский арабский алфавит возник в XVI веке как средство записи белорусского языка с помощью арабской письменности. Он состоит из двадцати восьми графем, с некоторыми отличиями от обычного арабского алфавита.
Белорусский арабский алфавит использовался белорусско-литовскими татарами, которые жили на территории современной Беларуси, являвшейся частью Великого княжества Литовского. В течение XIV—XVI веков они перестали использовать собственный язык и перешли на белорусский, который записывали арабским алфавитом.